# Păuleni-Ciuc
Păuleni-Ciuc é uma comuna romena localizada no distrito de Harghita, na região histórica da Transilvânia. A comuna possui uma área de 49.56 km² e sua população era de 1767 habitantes segundo o censo de 2007.